# دونالد بي. فاغنر
دونالد بي. فاغنر هو محامي وقاضي وسياسي أمريكي، ولد في 3 ديسمبر 1960 في بيتسبرغ في الولايات المتحدة. نشط حزبياً في الحزب الجمهوري الكاليفورني ‏ والحزب الجمهوري. وقد انتخب عضو جمعية ولاية كاليفورنيا ‏.

## وصلات خارجية
- الموقع الرسمي